# Южный (Карагандинская область)
Южный (каз. Южный) — посёлок в Абайском районе Карагандинской области Казахстана. Административный центр и единственный населённый пункт Южной поселковой администрации. Находится примерно в 13 км к югу от районного центра, центра города Абай. Код КАТО — 353289100.

## История
Решением Карагандинского облисполкома от 3 июля 1961 года населённый пункт Южный Топарского сельсовета Тельманского района отнесён к категории городских посёлков. Решением Карагандинского облисполкома от 13 октября 1961 года посёлок Южный передан в административное подчинение Абайскому горсовету.

## Население
В 1999 году население посёлка составляло 3295 человек (1627 мужчин и 1668 женщин). По данным переписи 2009 года в посёлке проживали 2403 человека (1185 мужчин и 1218 женщин).

## Транспорт
Железнодорожная станция Кулайгыр на линии Караганда — Жанаарка.

## Промышленность
На территории посёлка находится филиал «Высота» РГП «Резерв», а также крупное предприятие по добыче известняка «Южно-Топарское рудоуправление» (ЮТРУ), которое входит в состав Темиртауского электрометаллургического комбината (ТОО «ТЭМК»).

## Культура
В посёлке работает Дом культуры, в здании которого расположены администрация посёлка, краеведческая библиотека и актовый зал.

## Образование
Государственное учреждение «Комплекс школа — детский сад № 9».